# Королевские выборы в Речи Посполитой (1669)

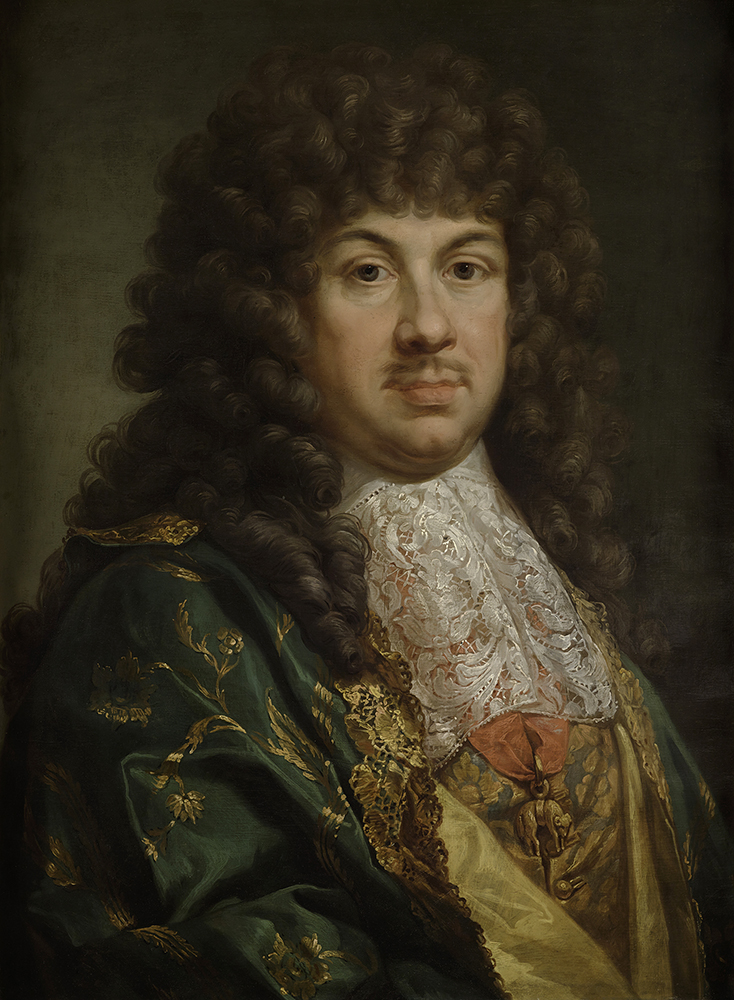
Кандидат в короли Речи Посполитой Михаил Корибут Вишневецкий (картина Марчелло Баччарелли)

Королевские выборы в Речи Посполитой 1669 года — выборы великого князя литовского и короля польского в Речи Посполитой, прошедшие в 1669 году. Победу одержал Михаил Корибут Вишневецкий.

## Избирательная система
- Конвокационный сейм — на этом этапе назначалось место и дата выборов короля, обозначались условия, предъявляемые к кандидатам на престол.
- Элекционный сейм — на этом этапе проводились выборы нового монарха путём его прямого избрания всей шляхтой, явившейся на элекционный сейм.
- Коронационный сейм — на этом этапе новый король подтверждал условия, на которых произошло его избрание (см. Pacta conventa и Генриковы артикулы)[1].

## Кандидаты
- Людовик де Бурбон, принц Конде
- Генрих де Бурбон, герцог Энгиенский
- Филипп Вильгельм, пфальцграф Нойбурга
- Карл Леопольд де Водемон, принц Лотарингии
- Алексей I Михайлович, царь Российский
- Алексей Алексеевич, царевич Российский
- Фёдор Алексеевич, царевич Российский
- Кристина Александра, королева Швеции
- Фридрих Вильгельм I, курфюрст Бранденбурга и герцог Пруссии
- Адиль Герай, хан Крымский
- Яков Стюарт, герцог Йоркский
- Михаил Корибут Вишневецкий, магнат польский
- Дмитрий Ежи Вишневецкий, воевода Белзский
- Александр Януш Заславский, магнат польский

## Выборы
На элекционном сейме в выборах короля принимало участие 11 271 шляхтичей.
Кандидаты в короли Речи Посполитой пытались привлечь на свою сторону шляхту различными обещаниями. Например, пфальцграф Нойбурга Филипп Вильгельм обещал за свой счёт содержать армию Речи Посполитой в течение года, помощь немецких князей в войне Речи Посполитой против Османской империи, дать возможность учиться за границей 50 польским студентам. Карл V Леопольд, герцог Лотарингии, обещал оплатить долги армии Речи Посполитой из собственных средств, в течение 10 лет вносить в казну данного государства полмиллиона злотых, обещал организовать строительство в Варшаве каменного моста через реку Вислу и обучение за границей одной сотни поляков.

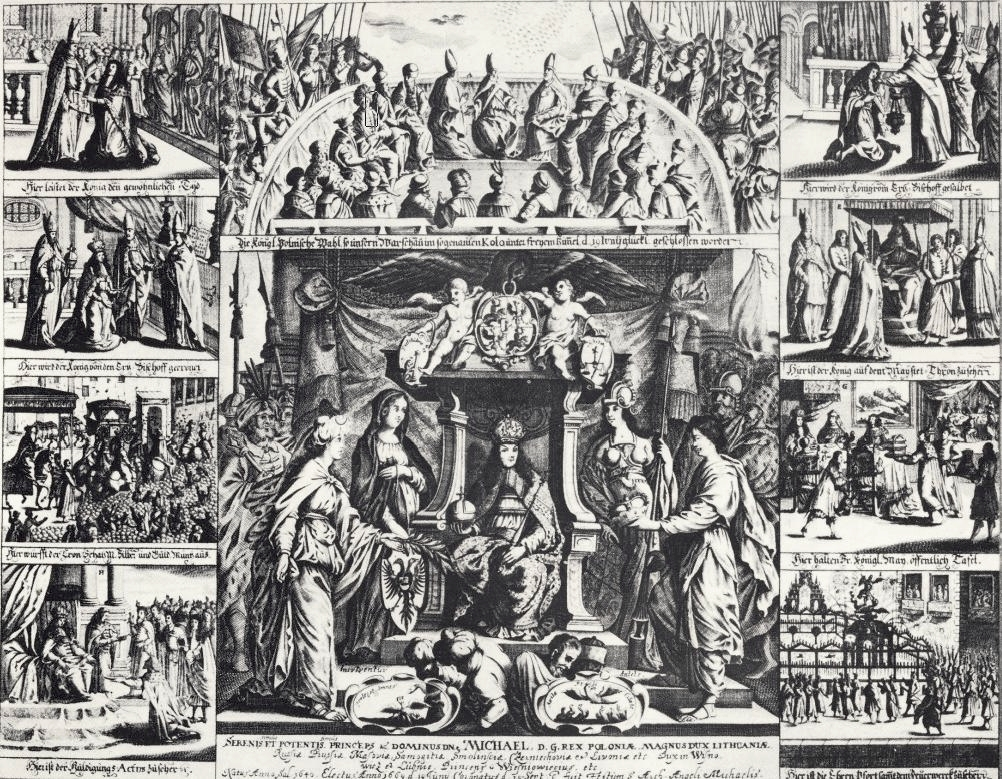
Коронация Вишневецкого в Кракове

Также на выборах короля были известны случаи подкупа. Так, к примеру, коронный гетман Ян Собеский получил 20 000 ливров за поддержку французского кандидата Людовика II де Бурбон-Конде. Однако большая часть шляхты не поддержала этого кандидата.
Не обошлось и без кровопролития на этих выборах. 17 июня шляхтичи открыли огонь по сенаторскому павильону, обвиняя магнатов в измене. Поводом для этих действий стали некие слухи, распространившиеся до этого.
На данных выборах шляхта Речи Посполитой решила проигнорировать иностранных кандидатов и избрать уроженца своего государства. Победу на выборах короля Речи Посполитой одержал Михаил Корибут Вишневецкий.

## Массовые беспорядки
Имели место выступления против результатов выборов короля Речи Посполитой. Возглавил их коронный гетман Ян Собеский. В ходе данных выступлений произошли массовые беспорядки в Варшаве. Были убиты сотни людей. Пострадал и сам город: 200 домов сгорело. Досталось и некоторым знатным особам. К примеру, в ходе этих событий в Варшаве произошло нападение на карету магната Богуслава Радзивилла. Тем не менее 29 сентября 1669 года Вишневецкий был коронован в Кракове.